# علنج ألبي
علنج ألبي (الاسم العلمي:Alangium alpinum) هو نوع من النباتات يتبع جنس العلنج من الفصيلة القرانية.